# NHK 교토 방송국

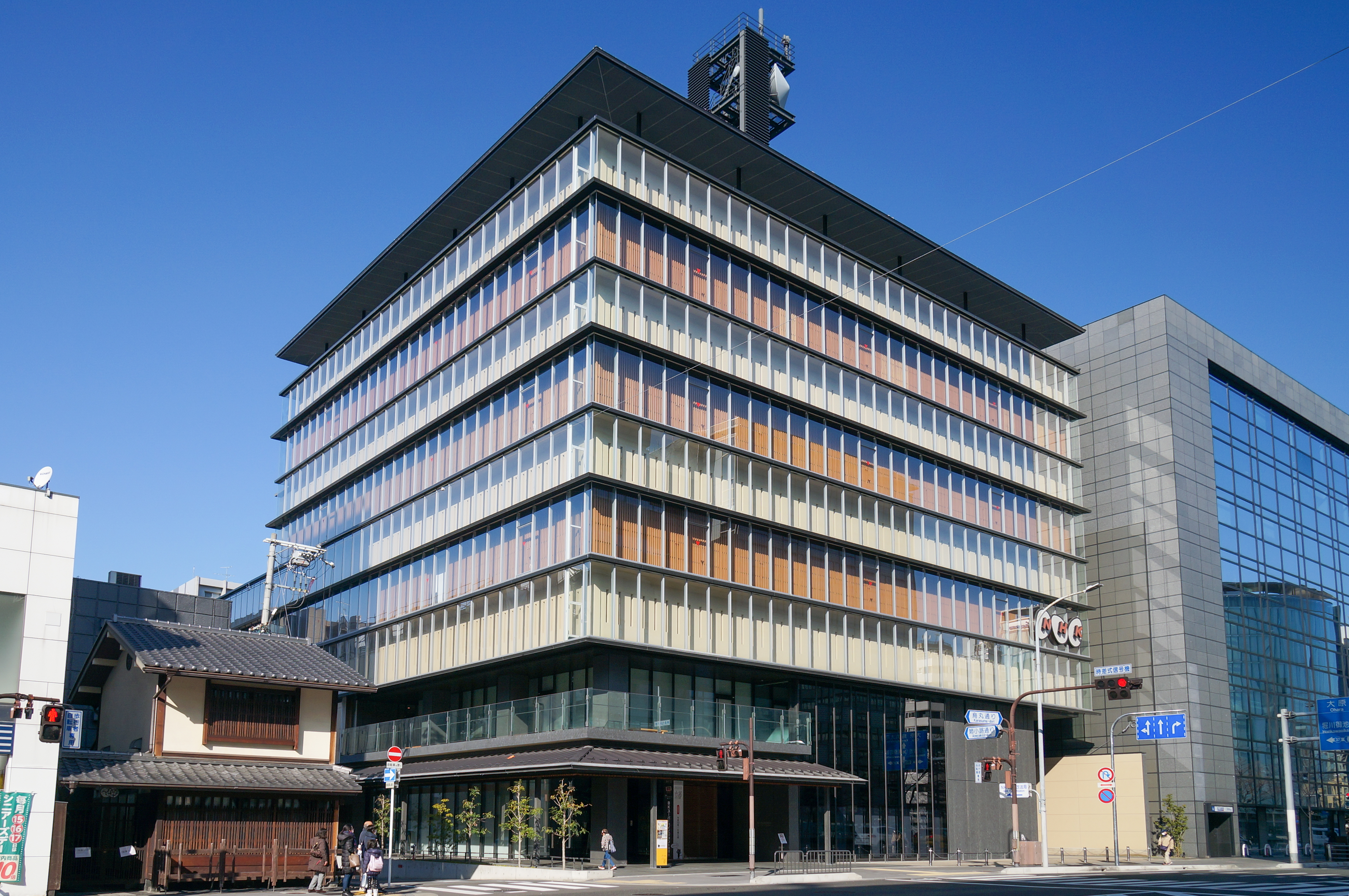
NHK 교토 방송국

NHK 교토 방송국(京都 放送局)은 교토부를 방송구역으로 하는 NHK의 지역방송국이며 FM라디오·텔레비전 방송을 담당하고 있다.

## 연혁
- 1925년 7월 16일 수신 상담 목적으로 사단법인 오사카 방송국교토 출장소 개설.
- 1928년 11월 5일　오사카 중앙 방송국 교토 연주소(스튜디오) 개설, 라디오 프로그램 제작 개시.
- 1932년 3월 20일 일본 방송협회 간사이 지부 교토 출장소 개설.
- 1932년 6월 24일 교토 방송국(호출부호 JOOK) 개국, 라디오 제1방송 개시.
- 1948년 12월 1일 라디오 제2방송(호출부호 JOOB) 개시.
- 1971년 3월 27일 FM방송(호출부호 JOTP-FM→JOOK-FM) 개시.
- 1972년 3월 13일 종합 텔레비전 지역 방송(호출부호 JOOK-TV) 개시.
- 1973년 3월 20일 라디오 제2방송 폐지.
- 2005년 4월 1일　디지털 종합 텔레비전(호출 부호 JOOK-DTV)방송 개시.
- 2011년 7월 24일 지상파 아날로그 텔레비전 방송 종료.
- 2015년 2월 2일 신사옥 이전 및 라디오 제1방송(JOOK) 폐지

## 채널·주파수

### 텔레비전 방송
- 종합 텔레비전 교토본국(JOOK-DTV) 25ch 출력:1kW
- 교육 텔레비전 교토 중계국 40ch 출력:20W

### 라디오 방송
- 라디오 제1방송
  - (오사카방송국) 666KHz
  - 마이즈루 중계국 585kHz 출력:300W
  - 미야츠 중계국 999kHz 출력:100W
  - 후쿠치야마 중계국 1026kHz 출력:100W

- 라디오 제2방송 (오사카방송국) 828kHz

- FM방송 교토본국(JOOK-FM) 82.8MHz 출력:1kW

### 라디오 제 1방송 폐국 전
- - 교토본국(JOOK) 621kHz 출력:1kW

## 보충서술
- 2002년 1월 18일 교토 방송국에서 방송국 점거 사건이 발생했는데 범인이 틀어박혀 있던 로비에 종합 텔레비전이 나오는 텔레비전이 설치되어 있었기 때문에, 간사이 지역 NHK 방송국에서는 범인을 자극하지 않게하기 위해 뉴스 프로그램 NHK 뉴스 7·NHK 뉴스 9·NHK 뉴스 10에서 점거 사건을 방송할 때 오사카 방송국에서 이 사건에 대한 뉴스를 간사이 지역 뉴스로 바꾸거나 방송 중간에 지역방송국 뉴스로 바꾸는 오후 8시 45분 뉴스에서 간사이 지역뉴스·날씨를 확대방송하거나 이 날 오후 8시 전 이 사건에 관한 특별뉴스 프로그램이 방송되었을 때도 간사이 지역뉴스를 방송하는 등 사건이 해결할 때까지 프로그램 내용을 바꾸었으나 지역 민영 방송국인 교토 방송에서는 사건보도에 중점을 두었다.
- 1970년대 초반 NHK 오사카 방송국의 출력증가에 따라 라디오 제1방송과 제2방송 폐지가 계획되면서 FM 라디오 호출부호로 JOTP-FM이 할당되었으나 계획이 변경되어 라디오 제1방송 폐지가 무산되자 호출부호 JOTP-FM은 1972년 오키나와 일본복귀로 인해 호출부호를 NHK 오키나와 방송국에 넘긴 NHK 마에바시 방송국에 양도했다.
- 종합 텔레비전 방송의 경우 기본적으로 NHK 오사카 방송국에서 전파를 받아 방송하고 있지만 오사카 방송국과 교토 방송국이 서로 다른 프로그램을 방송하는 경우 도쿄에서 직접 전파를 받아 방송한다.
- 2015년 2월 1일까지 사용한 구사옥 안에 라디오 제 1방송의 송신시설이 있었는데, NHK 이사회의 결정에 따라 라디오 제1방송 기능을 오사카방송국으로 이관하면서 2월 2일 새벽 1시를 기해 교토 방송국 라디오 제1방송을 종료하였으며 산하에 있던 중계국은 오사카 방송국 소속이 되었다.

## 교토부에 있는 다른 텔레비전·라디오 방송국
- 교토 방송(KBS)(TV는 독립방송국, 라디오는 NRN계열)
- FM교토(독립 라디오 방송국)